# Bairro Brasil (Vitória da Conquista)
{{Info/Bairro do Brasil 2
```
|bairro=Brasil|apelido=|imagem=|área=|população=20.922|número de eleitores=|domicílios=6.844|bairros limitrofes=|zona=Oeste

|idh=|renda_per_capita=|gini=|analfabetismo=|esp_vida=
|energ_elet=|agua_encan=|coleta_lixo=|fonte=Censo (IBGE)|data_fonte=2010
```

| latP = S
| latG = 14
| latM = 52
| latS = 53
| lonP = O
| lonG = 40
| lonM = 51
| lonS = 59
}}
Bairro Brasil é um bairro localizado na Zona Oeste de Vitória da Conquista, no estado da Bahia, no Brasil. É um dos mais populosos da cidade. Suas principais avenidas são a Frei Benjamin e Brumado. É caracterizado pela sua grande população e pelo forte comércio. No bairro está localizado o Mercado Municipal da cidade, o Centro Cultural Glauber Rocha e o Seminário de Nossa Senhora de Fátima e Santo Antônio de Lisboa. As ruas longitudinais do bairro levam o nome de cidades baianas, enquanto as ruas transversais levam nome de estados e capitais do Brasil. Em 2010 tinha uma população residente de 20.922 habitantes e 6.844 domicílios.
Segundo loteamento criado por Gildásio Cairo, na cidade, mesmo quando foi concebido, o bairro já era maior que muitas cidades.
Para facilitar a entrega de correspondências e serviços de logística, o Bairro Brasil possui uma variedade de CEPs que abrangem suas diferentes áreas e ruas. A faixa de CEP do Bairro Brasil vai de 45051-000 à 45051-675, englobando uma ampla extensão territorial e garantindo a cobertura de todas as residências e estabelecimentos comerciais nesta comunidade.